# كريستوف افيزاك
كريستوف افيزاك (12 مارس 1977 في فرنسا - ) (بالفرنسية: Christophe Avezac)‏ هو لاعب كرة قدم فرنسي في مركز الوسط. لعب مع نادي أجاكسيو ونادي باو ونادي تولوز ونادي ديجون ونادي فان ونادي ميتز.

## وصلات خارجية
- كريستوف افيزاك على موقع رابطة كرة القدم الفرنسية للمحترفين (الإنجليزية)
- كريستوف افيزاك على موقع قاعدة بيانات كرة القدم.إي يو (الإنجليزية)